# Ернст Фаст
Ернст Роберт Ефраїм Фаст (швед. Ernst Robert Efraim Fast; нар. 21 січня 1881 — пом. 26 жовтня 1959) — шведський легкоатлет, бронзовий призер олімпійських ігор в марафоні.

## Біографія
Народився 21 січня 1881 року в Стокгольмі, Швеція.
Працював інженером-електриком. Чемпіон Швеції 1899 року з бігу на 10000 метрів.
У 1900 році в складі збірної команди Швеції брав участь в ІІ літніх Олімпійських іграх у Парижі (Франція). 19 липня в марафонському бігі посів третє місце з результатом 3:37:14,0, виборовши бронзову олімпійську медаль. 
Помер 26 жовтня 1959 року в Хусбю-Ерлінгхундра комуна Сігтуна, лен Стокгольм, Швеція.